# مد عرضی
مُد عرضی (به انگلیسی: transverse mode) تابش الکترومغناطیسی یک الگوی میدان الکترومغناطیسی خاص از تابش در صفحه عمود (یعنی عرضی) بر جهت انتشار تابش است. مدهای عرضی در امواج رادیویی و ریزموج‌های محدود به یک موجبر و همچنین در امواج نور در فیبر نوری و در تشدیدگر نوری لیزر رخ می‌دهد.
مُدهای عرضی به دلیل شرایط مرزی اعمال شده بر موج توسط موجبر رخ می‌دهد. برای مثال، یک موج رادیویی در یک موجبر فلزی توخالی باید دارای دامنه میدان الکتریکی مماسی صفر در دیواره‌های موجبر باشد، بنابراین الگوی عرضی میدان الکتریکی امواج محدود به آنهایی است که بین دیوارها قرار می‌گیرند. به همین دلیل، مُدهای پشتیبانی شده توسط یک موجبر کوانتیده می‌شوند. مُدهای مجاز را می‌توان با حل معادلات ماکسول برای شرایط مرزی یک موجبر معین پیدا کرد.

## انواع مُدها
امواج الکترومغناطیسی هدایت نشده در فضای آزاد، یا در یک دی‌الکتریک همسانگرد حجیم، می‌تواند به عنوان برهم‌نهی امواج تخت توصیف شود. این مُدها را می‌توان به عنوان مُدهای TEM که در زیر تعریف شده است توصیف کرد.
با این حال، در هر نوع موجبر که شرایط مرزی توسط یک ساختار فیزیکی تحمیل می‌شود، موجی با فرکانس خاص را می‌توان برحسب مُد عرضی (یا برهم‌نهی چنین مُد) توصیف کرد. این مُدها عموماً از ثابت‌های انتشار متفاوتی پیروی می‌کنند. هنگامی که دو یا چند مُد یک ثابت انتشار یکسان در طول موجبر داشته باشند، آنگاه بیش از یک تجزیه مُدی برای توصیف موجی با آن ثابت انتشار ممکن است (به عنوان مثال، یک مُد لیزر نامرکزی گاوسی را می‌توان به‌عنوان برهم‌نهی مُدهای هرمیتی-گاوسی یا مُدهای لاگر-گاوسی که در زیر توضیح داده شده‌اند) توصیف کرد.

### موجبرها

الگوهای میدانی برخی از مُدهای موجبر معمولی

مُدها در موجبرها را می‌توان به صورت زیر طبقه‌بندی کرد:
- مُدهای الکترومغناطیسی عرضی (TEM).

نه میدان الکتریکی و نه مغناطیسی در جهت انتشار.
- مُدهای الکتریکی عرضی (TE).

بدون میدان الکتریکی در جهت انتشار. گاهی به این مُدها H گفته می‌شود زیرا فقط یک میدان مغناطیسی در امتداد جهت انتشار وجود دارد (H نماد مرسوم میدان مغناطیسی است).
- مُدهای مغناطیسی عرضی (TM).

بدون میدان مغناطیسی در جهت انتشار. گاهی به این مُد E گفته می‌شود زیرا فقط یک میدان الکتریکی در امتداد جهت انتشار وجود دارد.
- مُدهای ترکیبی

میدان‌های الکتریکی و مغناطیسی غیر صفر در جهت انتشار. همچنین به خط انتقال مسطح § مُدها رجوع کنید

#### خطوط انتقال مبتنی‌بر رسانا
در کابل کواکسیال انرژی به‌طور معمول در مُد TEM اساسی منتقل می‌شود. مُد TEM معمولاً برای اکثر فرمت‌های خطوط رسانای الکتریکی دیگر نیز در نظر گرفته می‌شود. این بیشتر یک فرض دقیق است، اما یک استثنای اصلی ریزنواری است که به دلیل ناهمگنی در مرز زیرلایه دی‌الکتریک زیر رسانا و هوای بالای آن، یک جزء طولی قابل توجهی برای موج منتشر شده دارد. ناهمگنی همچنین در اتصالات یا خمیدگی کابل کواکسیال رخ می‌دهد. مُدهای غیر TEM ایجاد شده توسط کانکتورها معمولاً ناچیز هستند مگر اینکه سیگنال دارای فرکانس کافی بالا باشد. این به عنوان حداکثر عملکرد بدون‌مُد خارج از محیط یا به سادگی عملکرد بدون‌مُد فرکانس کانکتور شناخته می‌شود.
در یک فیبر نوری یا سایر موجبرهای دی‌الکتریک، مُدها عموماً از نوع ترکیبی هستند.

#### موجبرها
موجبرهای فلزی توخالی پُرشده با مواد همگن و همسانگرد (معمولاً هوا) از مُدهای TE و TM پشتیبانی می‌کنند اما از مُد TEM پشتیبانی نمی‌کنند. در موجبرهای مستطیلی، عددهای مُد مستطیلی با دو عدد پسوند متصل به نوع مُد مشخص می‌شوند، مانند TEmn یا TMmn، که m تعداد الگوهای نیم‌موج در عرض موجبر و n تعداد الگوهای نیم‌موج در طول ارتفاع موجبر است. در موجبرهای دایره ای، مُدهای دایره ای وجود دارد و در اینجا m تعداد الگوهای تمام‌موج در امتداد محیط و n تعداد الگوهای نیم‌موج در طول قطر است.

#### فیبرهای نوری
تعداد مُدها در یک فیبر نوری فیبر نوری چندمُد را از فیبر نوری تک‌مُد متمایز می‌کند. برای تعیین تعداد مُدها در فیبر با شاخص‌پله‌ای، عدد V باید تعیین شود: {\textstyle V=k_{0}a{\sqrt {n_{1}^{2}-n_{2}^{2}}}} کجا {\displaystyle k_{0}} عدد موج است، {\displaystyle a} شعاع هسته فیبر است و {\displaystyle n_{1}} و {\displaystyle n_{2}} به ترتیب ضریب شکست هسته و پوشش هستند. فیبر با پارامتر V کمتر از ۲٫۴۰۵ فقط از مُد اساسی (یک مُد ترکیبی) پشتیبانی می‌کند و بنابراین یک فیبر تک‌مُد است در حالی که فیبر با پارامتر V بالاتر دارای مُدهای متعدد است.
تجزیه توزیع‌های میدان به مُدها مفید است زیرا تعداد زیادی از خوانش‌های دامنه میدان را می‌توان به تعداد بسیار کمتری از دامنه‌های مد ساده کرد. از آنجایی که این مُدها در طول زمان بر اساس مجموعه ای از قوانین ساده تغییر می‌کنند، می‌توان رفتار آینده توزیع میدان را نیز پیش‌بینی کرد. این ساده‌سازی توزیع‌های میدانی پیچیده، الزامات پردازش سیگنال سامانه‌های مخابرات فیبر نوری را تسهیل می‌کند.
مُدها در فیبرهای با ضریب شکست مخالف پایین معمولی معمولاً به عنوان مُدهای LP (قطبش خطی) نامیده می‌شوند که به یک تقریب اسکالر برای حل میدان اشاره می‌کند و به گونه‌ای رفتار می‌کند که گویی فقط شامل یک مولفه میدان عرضی است.

### لیزرها

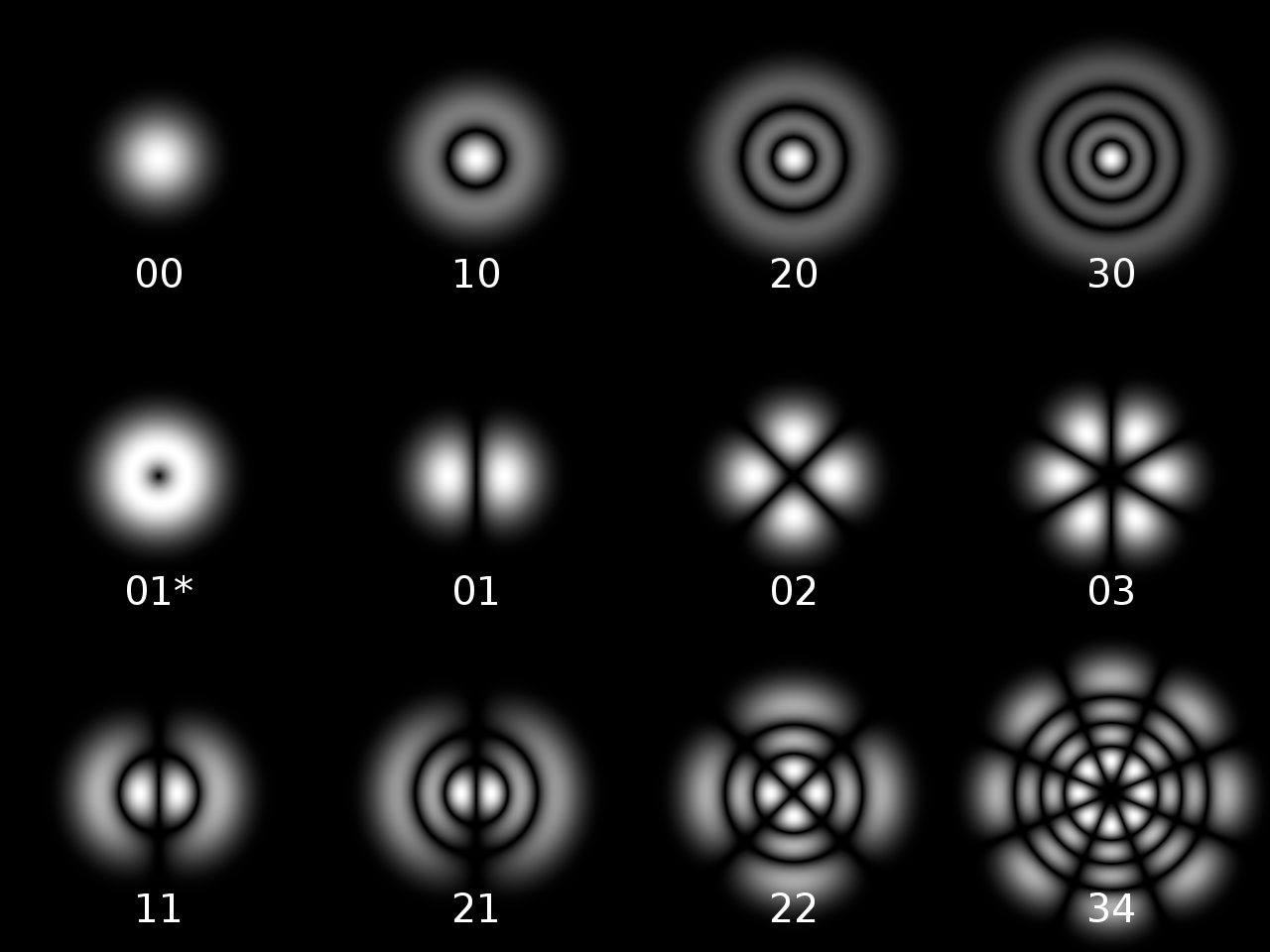
الگوهای مُد عرضی استوانه ای TEM(pl)

در یک لیزر با تقارن استوانه‌ای، الگوهای مُد عرضی با ترکیبی از نمایه (به انگلیسی: profile) باریکه گاوسی با چندجمله‌ای لاگر توصیف می‌شوند. مُدها با TEMpl نشان داده می‌شوند که در آن p و l اعدادی صحیح هستند که به ترتیب مُدهای شعاعی و زاویه‌ای را نشان می‌دهند. شدت در یک نقطه (r,φ) (در مختصات قطبی) از مرکز مُد به صورت زیر داده می‌شود: {\displaystyle I_{pl}(\rho ,\varphi )=I_{0}\rho ^{l}\left[L_{p}^{l}(\rho )\right]^{2}\cos ^{2}(l\varphi )e^{-\rho }}که در اینجا ρ = 2r2/w2, Ll
p چندجمله ای لاگر مربوط به مرتبه p و شاخص l است و w اندازه نقطه مُد مربوط به شعاع باریکه گاوسی است.

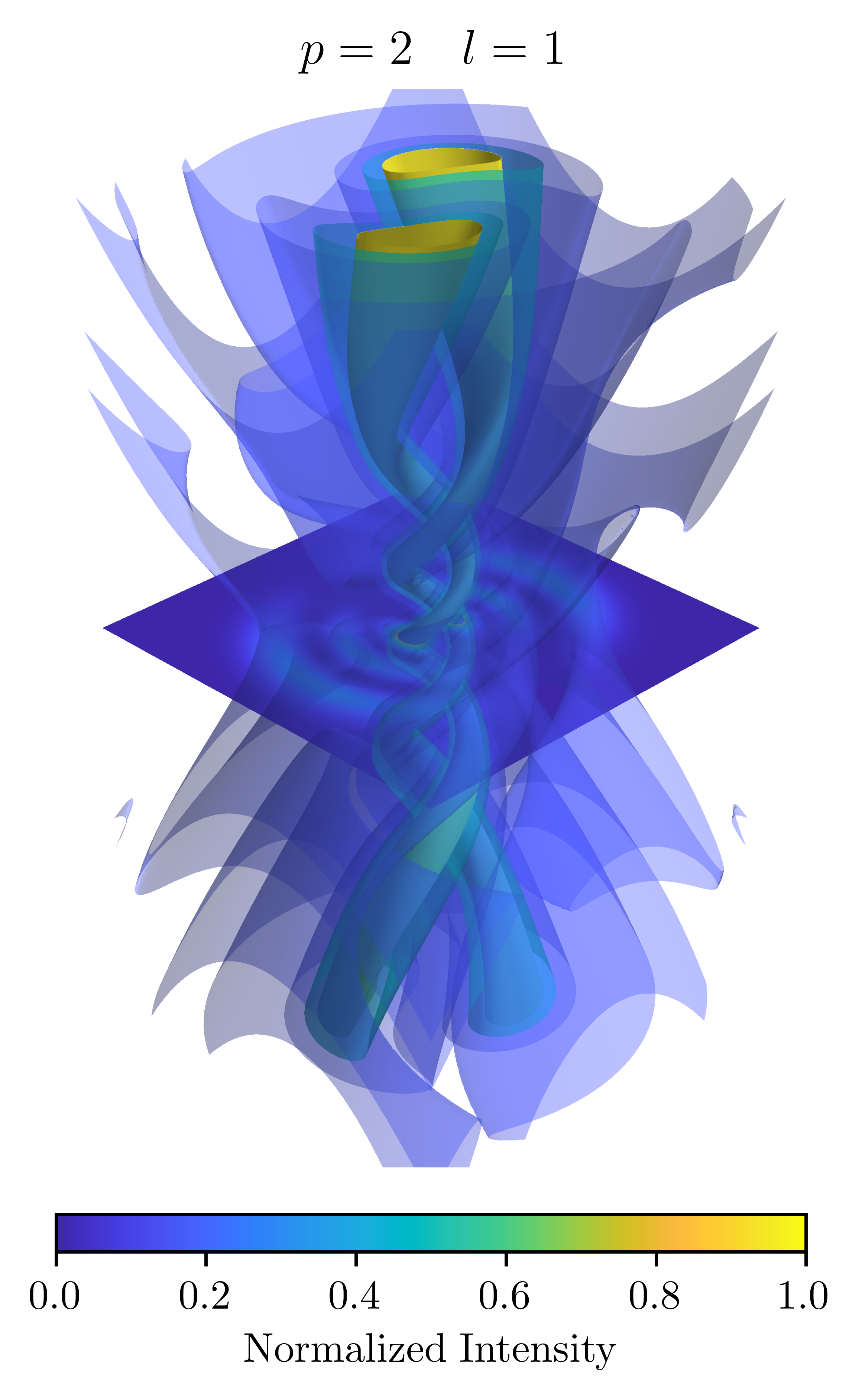
مُد عرضی استوانه‌ای با p = ۲، l = ۱

با p = l = ۰، مُد TEM00 کمترین مرتبه است. این مُد عرضی اساسی تشدیدگر لیزر است و شکلی مشابه باریکه گاوسی دارد. این الگو دارای یک گلبرگ (به انگلیسی: lobe) واحد است و یک فاز ثابت در سراسر مُد دارد. مُدهای با افزایش p حلقه‌های هم‌مرکز شدت را نشان می‌دهند و مُدهایی با افزایش l گلبرگ‌های توزیع‌شده زاویه‌ای را نشان می‌دهند. به‌طور کلی 2l(p+۱) نقطه در الگوی مُد وجود دارد (به جز l = ۰). مُد TEM0i* که اصطلاحاً مُد دونات نامیده می‌شود، یک مُد خاص است که از برهم‌نهی دو مُد TEM0i (i = ۱, ۲, ۳) تشکیل شده است که ۳۶۰°/4i نسبت به یکدیگر چرخیده‌اند.
اندازه کلی مُد توسط شعاع باریکه گاوسی w تعیین می‌شود و این ممکن است با انتشار باریکه افزایش یا کاهش یابد، با این حال مُدها شکل کلی خود را در طول انتشار حفظ می‌کنند. مُدهای مرتبه بالاتر در مقایسه با مُد TEM00 نسبتاً بزرگتر هستند و بنابراین مُد گاوسی اساسی لیزر را می‌توان با قرار دادن دریچه با اندازه مناسب در حفره لیزر انتخاب کرد.
در بسیاری از لیزرها، تقارن تشدیدگر نوری توسط عناصر قطبنده مانند پنجره‌هایی با زاویه بروستر محدود می‌شود. در این لیزرها مُدهای عرضی با تقارن مستطیلی شکل می‌گیرد. این مُدها TEMmn هستند که m و n ترتیب افقی و عمودی مرتبه‌های الگو هستند. الگوی میدان الکتریکی در یک نقطه (x,y,z) برای باریکه‌هایی که در امتداد محور z منتشر می‌شود با به دست می‌آید. {\displaystyle E_{mn}(x,y,z)=E_{0}{\frac {w_{0}}{w}}H_{m}\left({\frac {{\sqrt {2}}x}{w}}\right)H_{n}\left({\frac {{\sqrt {2}}y}{w}}\right)\exp \left[-(x^{2}+y^{2})\left({\frac {1}{w^{2}}}+{\frac {jk}{2R}}\right)-jkz-j(m+n+1)\zeta \right]} که اینجا {\displaystyle w_{0}} ، {\displaystyle w(z)} ، {\displaystyle R(z)} ، و {\displaystyle \zeta (z)} میانگاه، اندازه لکه، شعاع انحنا، و جابجایی فاز گوی که برای باریکه گاوسی داده شده است. {\displaystyle E_{0}} یک ثابت نرمال‌سازی است. و {\displaystyle H_{k}} چندجمله‌ای هرمیت k ام فیزیکدان است. الگوی شدت مربوطه است {\displaystyle I_{mn}(x,y,z)=I_{0}\left({\frac {w_{0}}{w}}\right)^{2}\left[H_{m}\left({\frac {{\sqrt {2}}x}{w}}\right)\exp \left({\frac {-x^{2}}{w^{2}}}\right)\right]^{2}\left[H_{n}\left({\frac {{\sqrt {2}}y}{w}}\right)\exp \left({\frac {-y^{2}}{w^{2}}}\right)\right]^{2}}

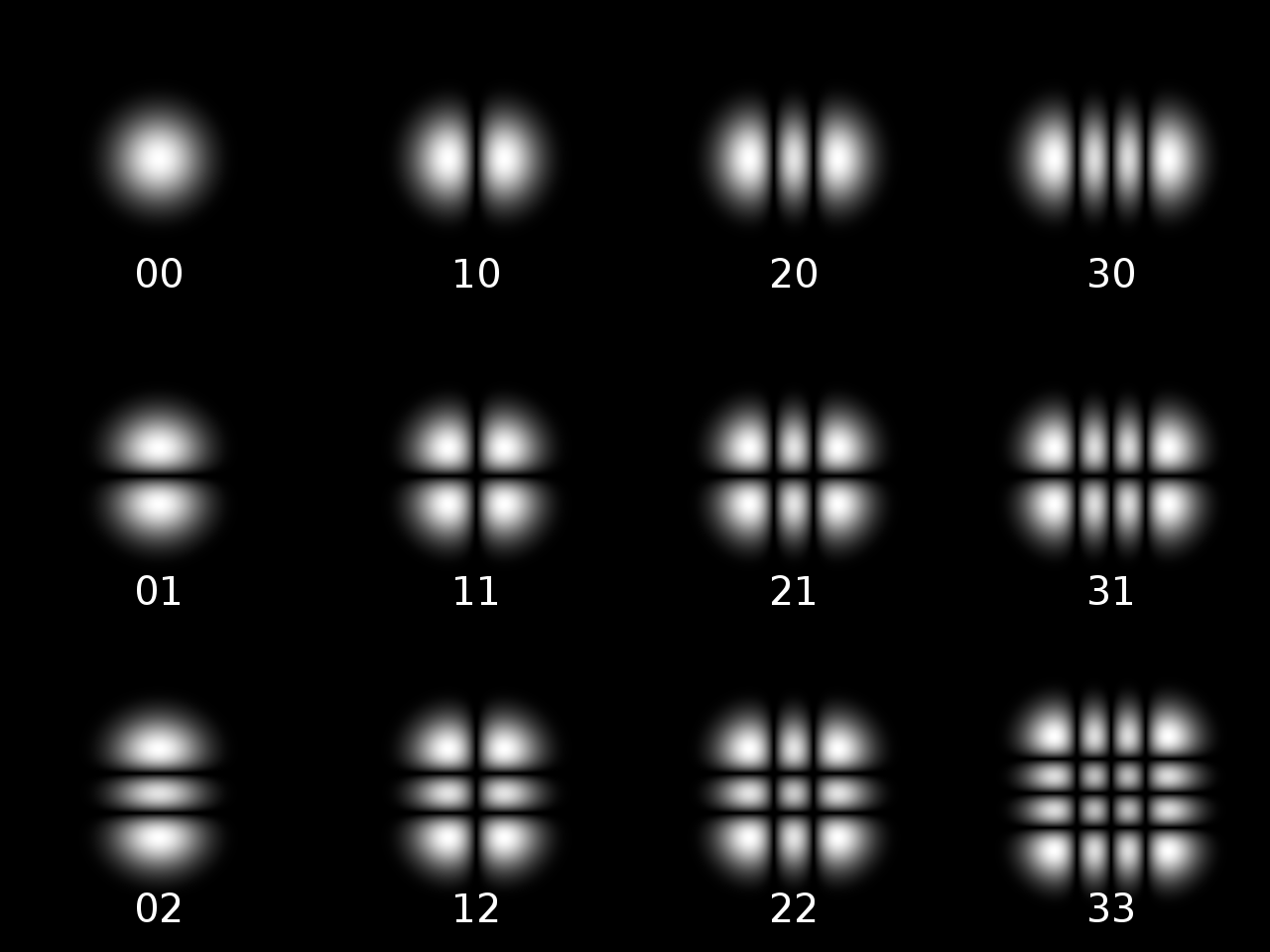
الگوهای مُد عرضی مستطیلی TEM(mn)

مُد TEM00 دقیقاً مطابق با همان مُد اساسی در هندسه استوانه ای است. مُدهای با افزایش m و n گلبرگ‌هایی را نشان می‌دهند که در جهت افقی و عمودی ظاهر می‌شوند و به‌طور کلی (m + 1)(n + 1) گلبرگ‌ها در الگو وجود دارند. مانند قبل، مُدهای مرتبه بالاتر نسبت به مُد ۰۰ وسعت فضایی بیشتری دارند.
فاز هر گلبرگ TEMmn با رادیان π نسبت به همسایه‌های افقی یا عمودی آن خنثی می‌شود. این معادل قطبش هر گلبرگ است که در جهت برگردانده می‌شود.
مشخصات کلی شدت خروجی لیزر ممکن است از برهم‌هی هر یک از مُدهای عرضی مجاز کاواک لیزر ساخته شود، اگرچه اغلب مطلوب است که فقط روی مُد اصلی کار شود.